# Shariatpur Sadar Upazila
Shariatpur Sadar Upazila är ett underdistrikt i Bangladesh. Det ligger i den centrala delen av landet, 60 km söder om huvudstaden Dhaka.
Trakten runt Shariatpur Sadar Upazila består till största delen av jordbruksmark. Runt Shariatpur Sadar Upazila är det mycket tätbefolkat, med 2 181 invånare per kvadratkilometer.